# Principio del tío Charles
El Principio del tío Charles (Uncle Charles Principle, en inglés), según el crítico literario canadiense Hugh Kenner, es un procedimiento narrativo utilizado por el escritor irlandés James Joyce en varios de sus libros. En su estudio Joyce's Voices [Las voces de Joyce], Kenner analiza en profundidad el uso de esta técnica a lo largo de la novela Ulises. Joyce se sirve del "principio del tío Charles" para representar dos papeles en la novela, el de su protagonista, Leopold Bloom, y el del narrador literario clásico. El procedimiento, sin embargo, recibe su nombre de un personaje de otra novela de Joyce: Retrato del artista adolescente. Joyce reconoció haberse inspirado en la obra Les Lauriers sont coupés del escritor francés Edouard Dujardin.

## Explicación
Esta técnica es una versión joyceana del estilo indirecto libre y está relacionada con la muy discutida "objetividad" del autor. Según Kenner, se trata de un recurso totalmente nuevo en la ficción, en la que la figura del narrador «por lo común neutral en su vocabulario, se deja oscurecer por la utilización de una serie de modismos que el personaje usaría si fuese él mismo quien contase la historia. En las varias extensiones de este recurso tenemos indicios de la multiplicidad de estilos que encontramos en Ulises». Por eso, afirma Kenner, Joyce parece servirse de un narrador mucho menos "objetivo" de lo que parece a primera vista. Esto al escritor le crea un problema técnico de envergadura, ya que le resulta difícil diferenciar el discurso interior de Leopold Bloom (el monólogo interior) del suyo propio como narrador, de manera que el lector puede llegar a confundir los juicios del escritor con los de su personaje protagonista.
A través del "principio del tío Charles" el personaje (o su punto de vista) usurpa inadvertidamente en ciertos lugares la función del narrador, o, dicho de otro modo, el narrador, con objeto de reforzar la expresividad, utiliza para contar su historia giros que solo usaría el personaje. Joyce escribe en el Retrato que «el tío Charles acudía [el término que usó fue repaired, vocablo más bien vulgar o arcaico en inglés] a su retrete», cuando, en las mismas circunstancias, un narrador clásico habría recurrido a un término más culto, o "narrativo", como «se dirigía a». Este sesgo confundió al escritor Wyndham Lewis cuando leyó dicho pasaje en el Retrato, criticándolo como licencia vulgar. Fue precisamente esta versión equivocada de Lewis lo que sirvió como pretexto a Kenner para su estudio. En la traducción española  del Retrato, a cargo de Damaso Alonso, se pierde este matiz expresivo joyceano, ya que Alonso propuso un simple «se encaminaba a» por repaired.
Joyce se sirvió del "principio del tío Charles" continuamente en Ulises, pero, además de en el Retrato del artista adolescente, ya lo había utilizado en el libro de cuentos Dublineses, concretamente en el relato "Los muertos": «Lily, la hija de la guardesa, tenía literalmente los pies hechos polvo»; este "literalmente", según Hugh Kenner, es lo que diría la propia Lily, y no el narrador literario clásico.
El "principio del tío Charles" se convirtió pronto en técnica muy característica del modernismo anglosajón. Virginia Woolf, por ejemplo, experimentó a fondo con sus posibilidades en su novela Al faro.
Este recurso ha pasado a ser de uso literario común en todas las lenguas cultas a escala mundial. Joyce influyó poderosamente a escritores del ámbito hispánico como Miguel Ángel Asturias y Juan Rulfo; éste, en su magistral colección de relatos El llano en llamas, y Asturias, en Hombres de maíz, de manera consciente o no, adaptan el "Principio del tío Charles" joyceano, haciendo que sus narradores se transfiguren lingüísticamente en el campesino, en el indígena o en el indigenismo que intentan retratar.